# グレートフォールズ (バージニア州)
グレートフォールズは、アメリカ合衆国バージニア州フェアファックス郡に位置している国勢調査指定地域（CDP）である。2010年のアメリカ合衆国国勢調査では人口は15,427人だった。2000年の国勢調査に比べると80.5％増加した。
2011年にCNNマネーの「最も高収入の町」リストでグレートフォールズが1位にランクインした。

## 歴史
1700年代後半から現在グレートフォールズとなるエリアに農業を中心とした植民者の集落が形成された。
最初はフォレストビルとして知られていたが、1955年にグレートフォールズと命名された。

## 地理
グレートフォールズはバジニア北部のバージニア州道7号線上に位置している。ワシントンDCから約15マイル（24㎞）離れている。
グレートフォールズは ポトマック川の右岸のピエモンテ高地にある。   ポトマック川はCDPの北と東の境界を形成し、その支流のいくつかはCDPを通って北と東に流れる。 支流はNichols Run川、Clarks Branch川とDifficult Run川を含む 。Difficult Run川はCDPの南東境界を形成する。 グレートフォールズという名前はCDPの東側にあるポトマック川のグレートフォールズに由来する。 
アメリカ合衆国国勢調査局によると 、グレートフォールズは25.66平方マイル（66.5㎢）の面積に及ぶ。陸地は総面積の25.42平方マイル（65.8㎢）を占めている。残りの0.24平方マイル（0.62㎢）は水に覆われている。 

## 人口構成

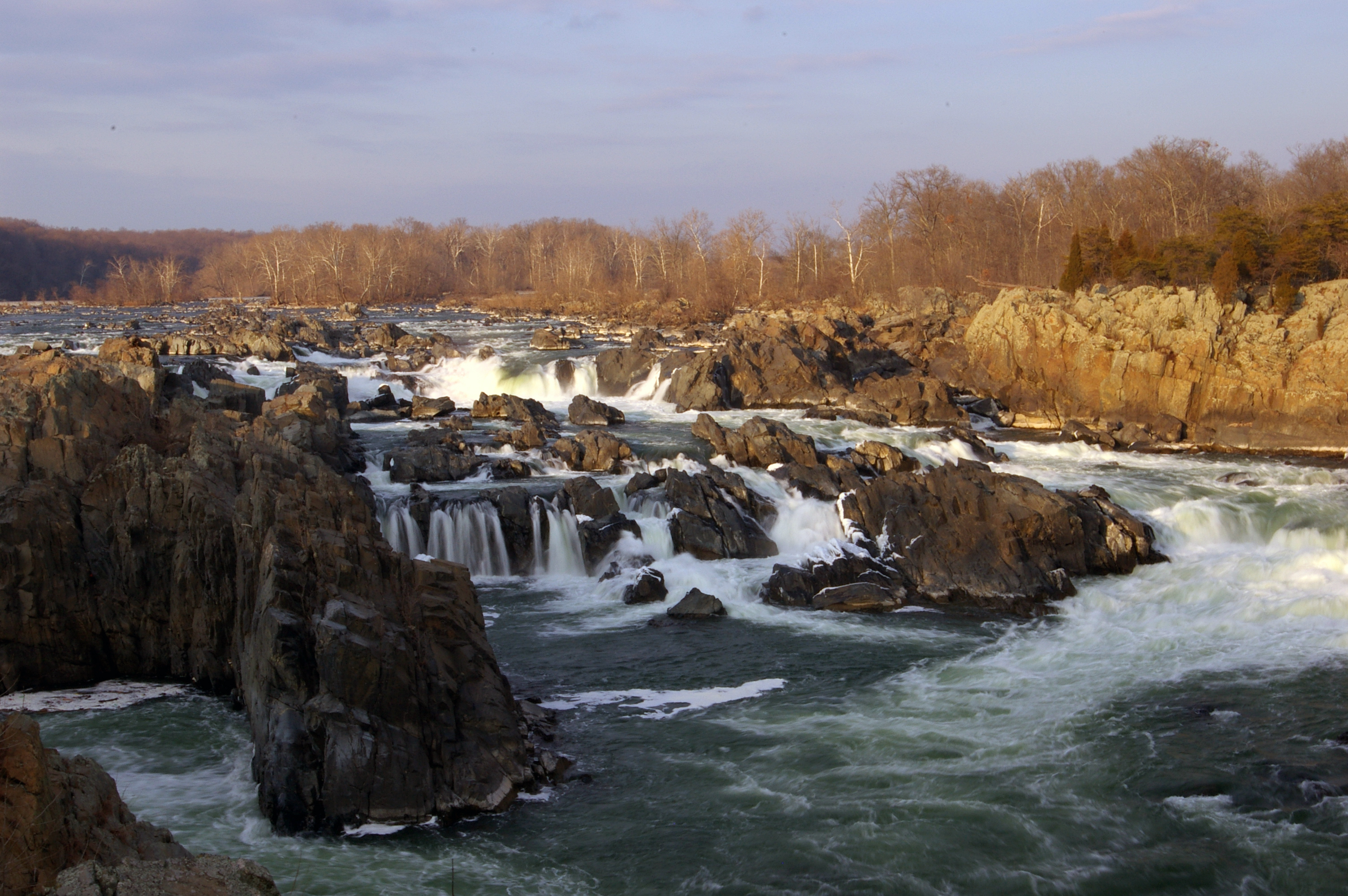
グレートフォールズ公園（アメリカ合衆国国立公園局）

2010年の国勢調査によると、15,427人はグレートフォールズに住んでいる。世帯数は4,977世帯である。  人口密度は1平方マイル（234.3 / ㎢）あたり606.9人である。人口の割合は80.5％が白人、13.5％が アジア人 、1.8％が アフリカ系アメリカ人 、0.1％が アメリカインディアン 、0.0％が 太平洋諸島民、0.6％がその他の人種、3.4％が2つか2つ以上の人種である。 ヒスパニックおよびラテン系は人口の3.9％を占めている。  

## 公園とレクリエーション
パトマック川を見渡たせるグレートフォールズ公園は、このエリアの一つの見どころで、観光客と地元の人に人気を誇っている。

## 大衆文化において
MTVのテレビシリーズFinding Carterの一部はグレートフォーズを舞台にした。 

## 著名人
ワシントンDCに近接していることから、 リック・サントラム上院議員、元米国軍医総監 ケネス・P・モリツグ 、 連邦捜査局長ルイス・フリー 、元中央情報局局長スタンスフィールド・ターナーなど、アメリカの政治家などの数人はグレートフォールズに住んでいるか、もしくは以前住んでいた。他の有名な居住者は政治コメンテーターPeggy Noonan 、相続人Jacqueline Mars 、実業家Steve Case 、 ワシントンRedskinsのオーナーDan Snyder や宇宙飛行士Dan Taniなどを含む。